# Pylon (reklama)

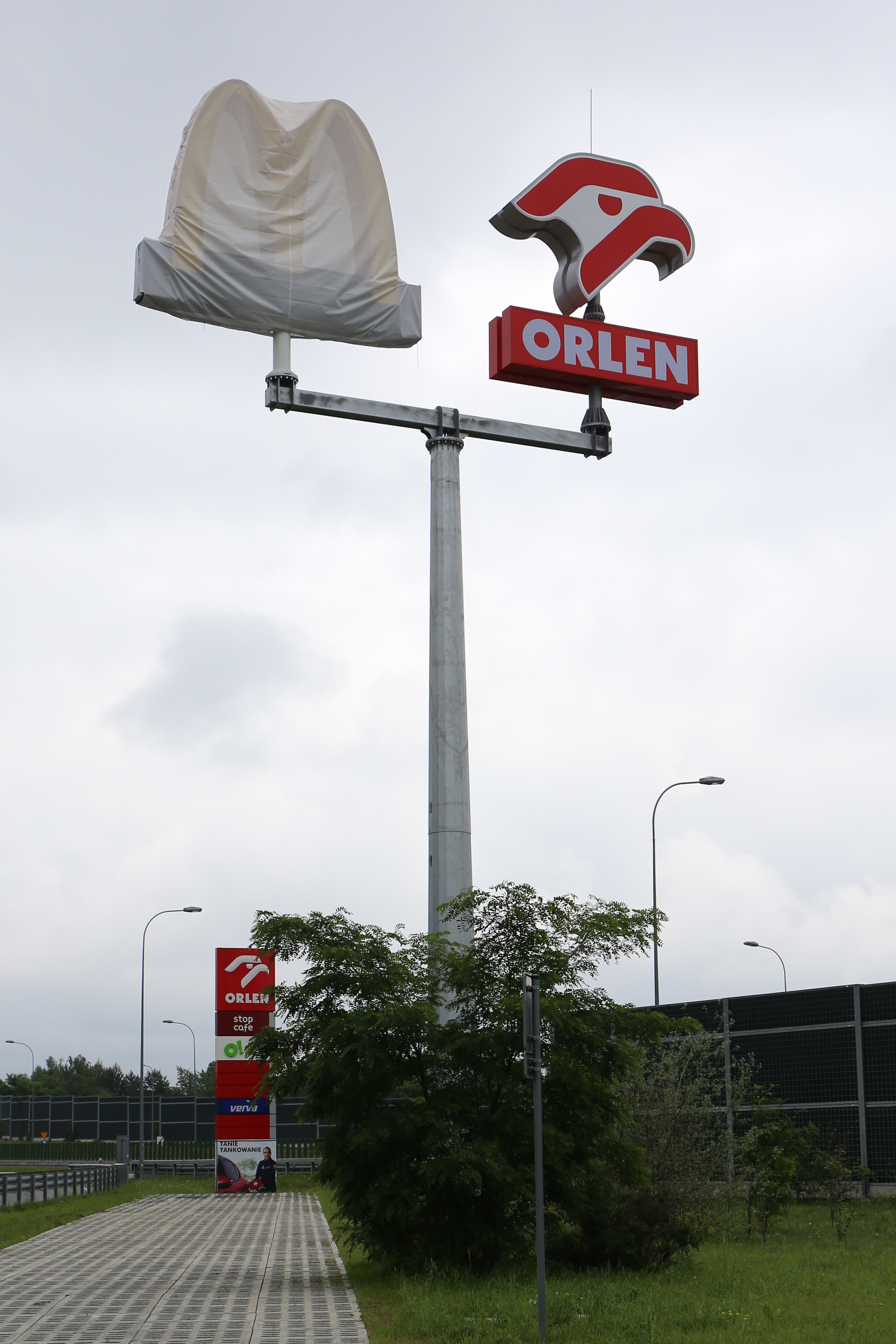
Pylon čerpací stanice Orlen

Pylon je typ reklamy, který nese logo společnosti na dlouhé konstrukci z oceli. Slouží k přitažení pozornosti zákazníka na firmu z velké dálky. Využívá se například u hypermarketů, supermarketů, obchodních center, čerpacích stanic a sídel firem.